# Thomas Msusa
Thomas Luke Msusa SMM (ur. 2 lutego 1962 w Iba) – malawijski duchowny katolicki, arcybiskup Blantyre od 2014.

## Życiorys
Święcenia kapłańskie otrzymał 3 sierpnia 1996 w zgromadzeniu montfortian. Po święceniach i krótkim duszpasterskim stażu w Mphiri został mistrzem zakonnego nowicjatu, a następnie przełożonym scholastykatu. Od 2002 prowincjał afrykańskiej prowincji montfortian.
19 grudnia 2003 papież Jan Paweł II mianował go ordynariuszem diecezji Zomba. Sakry biskupiej udzielił mu 17 kwietnia 2004 nuncjusz apostolski w Malawi - arcybiskup Orlando Antonini.
21 listopada 2013 papież Franciszek mianował go arcybiskupem metropolitą Blantyre. Ingres odbył się 8 lutego 2014.
Paliusz otrzymał z rąk papieża Franciszka w dniu 29 czerwca 2014. Od 2015 jest przewodniczącym Konferencji Biskupów Malawi.